# Wyatt Russell
Pour les articles homonymes, voir Russell.
Wyatt Russell est un acteur et ancien joueur professionnel américain de hockey sur glace né le 10 juillet 1986 à Los Angeles.

## Biographie
Wyatt Hawn Russell nait le 10 juillet 1986 à Los Angeles. Il est le fils des acteurs Kurt Russell et Goldie Hawn. Il est le demi-frère de Kate Hudson et Oliver Hudson.
Il joue au hockey sur glace pour les équipes de Langley Hornets, Coquitlam Express, Steel de Chicago, Capitals de Brampton et enfin Groningen Grizzlies.
Alors qu'il était déjà apparu dans de tout petits rôles dans deux films avec son père Kurt, Los Angeles 2013 (1996) et Soldier (1998), il décide de se lancer dans le cinéma et décroche plusieurs rôles ainsi qu'à la télévision.
En 2013, il apparait dans un épisode de Arrested Development ainsi que dans la web-série The Walking Dead: The Oath, dérivée de The Walking Dead. Le 27 septembre 2013, Kurt Russell révèle que son fils a refusé un rôle dans la saga Hunger Games pour jouer dans 22 Jump Street, qui fait suite à 21 Jump Street.
En 2021, il incarne John Walker dans la série Marvel Falcon et le Soldat de l'Hiver ainsi que dans le film Thunderbolts* sorti en 2025.

## Filmographie

### Cinéma
- 1996 : Los Angeles 2013 (Escape from L.A.) de John Carpenter : un orphelin (non crédité)
- 1998 : Soldier de Paul W. S. Anderson : Todd, à l'âge de 11 ans
- 2006 : The Last Supper (court-métrage) de Marius A. Markevicius : Thomas
- 2010 : High School de John Stalberg (en) : un étudiant drogué
- 2011 : Cowboys et Envahisseurs (Cowboys and Aliens) de Jon Favreau : Little Mickey
- 2012 : 40 ans : Mode d'emploi (This Is 40) de Judd Apatow : le joueur de hockey dragueur
- 2013 : We Are What We Are de Jim Mickle : le shérif Anders
- 2013 : Amour et honneur (Love and Honor) de Danny Mooney : Topher Lincoln
- 2014 : Juillet de sang (Cold in July) de Jim Mickle : Freddy
- 2014 : 22 Jump Street de Phil Lord et Chris Miller : Zook
- 2014 : At the Devil's Door de Nicholas McCarthy : Sam
- 2015 : Prisoner de Matt Edwards (court métrage) : Will
- 2016 : Everybody Wants Some!! de Richard Linklater : Willoughby
- 2016 : Folk Hero & Funny Guy de Jeff Grace : Jason
- 2017 : Instalife (Ingrid Goes West) de Matt Spicer : Ezra O'Keefe
- 2017 : Shimmer Lake d'Oren Uziel : Ed Burton
- 2017 : Table 19 de Jeffrey Blitz : Teddy
- 2017 : Goon : Le dernier des durs à cuire (Goon: Last of the Enforcers) de Jay Baruchel : Anders Cain
- 2018 : Overlord de Julius Avery : le caporal Lewis Ford
- 2018 : Blaze d'Ethan Hawke : Glyn
- 2021 : La Femme à la fenêtre (The Woman in the Window) de Joe Wright : David
- 2024 : Night Swim de Bryce McGuire : Ray Waller
- 2025 : Vous êtes cordialement invités (You're Cordially Invited) de Nicholas Stoller : le danseur masqué
- 2025 : Thunderbolts* de Jake Schreier : John Walker / U.S. Agent
- 2025 : Broke de Carlyle Eubank : True Brandywine
- 2026 : Avengers: Doomsday d'Anthony et Joe Russo : John Walker / U.S. Agent
- 2026 : Disclosure de Steven Spielberg

### Télévision
- 2010 : Los Angeles, police judiciaire (Law and Order: Los Angeles) (série télévisée), saison 1, épisode 1 Hollywood : Sam Loomis
- 2013 : Arrested Development (série télévisée), saison 4, épisode 7 Colony Collapse : Oakwood
- 2013 : The Walking Dead: Red Machete (The Walking Dead : Webisodes) (série télévisée), saison 3, épisodes 1 à 3 : Paul
- 2016 : Black Mirror (série télévisée), saison 3, épisode 2 Playtest : Cooper Redfield
- 2018-2019 : Lodge 49 (série télévisée), 20 épisodes : Sean "Dud" Dudley
- 2020 : The Good Lord Bird, créée par Ethan Hawke (mini-série), 3 épisodes : J.E.B. Stuart
- 2021 : Falcon et le Soldat de l'Hiver (The Falcon and the Winter Soldier) de Kari Skogland (mini-série) : John Walker / U.S. Agent / Captain America
- 2022 : Sur ordre de Dieu (Under the Banner of Heaven), créée par Dustin Lance Black (mini-série) : Daniel Lafferty
- 2023-2024 : Monarch: Legacy of Monsters (série télévisée), saison 1, 10 épisodes : Lee Shaw jeune
- 2024 : What If...? (série télévisée), saison 3, épisode 5 What If... 1872 ? : John Walker (voix)